# Lars Kolind
Lars Kolind (født 5. maj 1947) er en dansk erhvervsmand, iværksætter, forfatter og adjungeret professor. I 2012 var han medstifter af LøkkeFonden.

## Baggrund og karriere
Kolind er uddannet som cand.scient. i matematik fra Aarhus Universitet i 1972, han er HD i organisation fra Copenhagen Business School i 1977 og adjungeret professor ved Aarhus School of Business (Handelshøjskolen i Århus) siden 2000. Kolind var fra 1981-84 underdirektør på Forskningscenter Risø og 1984-88 direktør for Radiometer A/S.
Han var i 10 år koncernchef for William Demant Holding A/S, som ejer høreapparatvirksomheden Oticon, og gennemførte først en økonomisk turnaround 1988-90 og derefter i 1991 en total transformation af virksomheden bl.a. med indførelse af den såkaldte spaghetti organisation. Med den nye organisationsform fordobledes virksomhedens omsætning på 5 år og overskud før skat voksede fra 2 Mkr i 1991 til 136 Mkr. i 1995. Kolind forlod virksomheden i 1998. Kolinds indsats i Oticon er beskrevet i et stort antal artikler og bøger, bl.a. Tom Peters: Liberation Management, 1993 og Per Thygesen Poulsens Tænk det Utænkelige 1993. Ved Kolinds afgang fra Oticon udkom bogen Managing the Unmanagable for a Decade redigeret af professor Mette Morsing, Copenhagen Business School.
Siden 1998 har han varetaget bestyrelsesarbejde bl.a. i K.J. Jacobs AG, Grundfos, Unimerco Group, Zealand Pharma, LinKS, Wemind og Spiir. Han startede i 2000 ventureselskabet PreVenture A/S, der ejede Retail Internet A/S, Isabella Smith A/S, KeepFocus A/S og Yellowtel A/S. PreVenture blev administreret af BankInvest og blev nedlagt i 2009. Kolind er i dag hovedaktionær i KeepFocus A/S, Løndal Østerskov A/S og Kolind A/S, og aktionær i Spiir, Impero og Bookanaut Han er formand for repræsentantskabet for Kristeligt Dagblad og medlem af Danske Banks repræsentantskab. Kolind er desuden formand for bestyrelsen i Jacob Jensen Holding ApS og LinKS.
18. september 1998 blev han Ridder af Dannebrog. I 2012 købte Kolind liebhaverejendommen Tusculum ud til Bagsværd Sø for 45,5 millioner kroner.
I 2012 forlod Lars Kolind sin post som bestyrelsesformand på Grundfos efter problemer med magtkamp med Niels Due Jensen. Denne kontrovers blev genstand for en bog skrevet af Birgitte Erhardtsen. Kolind sagde, at han var blevet påvirket af den negative omtale mod ham, som bogen havde genereret. I 2016 blev Keepfocus solgt til den tyske Noventic Group, hvor Kolind (hovedejer af Keepfocus på salgstidspunktet) måtte afskrive 51 mio. Kr. I 2020 sagde Kolind, at han havde tabt over 20 millioner kroner som storaktionær i it -virksomheden Conferize. Virksomheden meddelte, at den ville lukke ned i samme år.

## Politik
Kolind meddelte 7. maj 2007, at han støttede det nystartede politiske parti Ny Alliance med 100.000 kr, “i håbet på at få sat en ny politisk dagsorden i spørgsmålene om konkurrencen fra de stadig mere kompetente lavtlønslande, miljøudfordringen og fremtiden for dansk kultur”
Da der i oktober 2007 blev udskrevet folketingsvalg, stillede Kolind op for Ny Alliance i Fyns Storkreds. Under valgkampen illustrerede han fordelene ved partiets forslag om 40% flad skat med det tankeeksperiment at ordningen kun skulle gælde på Fyn. Partiledelsen opfattede fejlagtigt Kolinds udtalelse som et konkret forslag og understregede, at dette ikke var partiets politik. Forløbet var med til at så tvivl blandt visse vælgere om, hvorvidt det nystartede parti med dets utrænede medlemmer nu også var til at stole på. Kolind opnåede ikke valg til Folketinget, men har fortsat støttet partiet.

## Priser
Kolind var 1977-82 ekstern lektor i driftsøkonomi og planlægningsteori ved Københavns Universitet. Han modtog i 1993 IT-prisen og i 1996 Management Prisen. Samme år udnævnte Børsens Nyhedsmagasin Kolind til ”Årets mand”. I 1998 fik han prisen ”Årets Ildsjæl”. Kolind var i 1998 medstifter og formand for Kompetencerådet, hvor han ledede udarbejdelsen af Det Danske Kompetenceregnskab 1999. I 1996 stiftede Kolind sammen med socialminister Karen Jespersen Det Nationale Netværk for Virksomhedernes Sociale Ansvar og i 1998 The Copenhagen Centre for Social Cohesion. I 2000 var Kolind medstifter og formand for Kulturrådet for Børn. Kolind har siden 2007 været formand for bestyrelsen i World Scout Foundation og siden 2009 været medlem af the World Scout Committee. Kolind har modtaget en række hædersbevisninger, bl.a. verdensspejderbevægelsens højeste udmærkelse, The Bronze Wolf, og the Boy Scouts of America Silver World Award og er medlem af The Baden-Powell World Fellowship. Kolind er medlem af Akademiet for de Tekniske Videnskaber.